# Steve Kelly
R. Steve Kelly, född 26 oktober 1976, är en kanadensisk före detta professionell ishockeyforward som tillbringade nio säsonger i den nordamerikanska ishockeyligan National Hockey League (NHL), där han spelade för ishockeyorganisationerna Edmonton Oilers, Tampa Bay Lightning, New Jersey Devils, Los Angeles Kings och Minnesota Wild. Han producerade 21 poäng (nio mål och 21 assists) samt drog på sig 83 utvisningsminuter på 149 grundspelsmatcher. Kelly spelade även för Adler Mannheim och Frankfurt Lions i Deutsche Eishockey Liga (DEL); HDD Olimpija Ljubljana i EBEL; Hamilton Bulldogs, Albany River Rats, Manchester Monarchs, Houston Aeros och Syracuse Crunch i American Hockey League (AHL); Milwaukee Admirals, Cleveland Lumberjacks och Detroit Vipers i International Hockey League (IHL) och Prince Albert Raiders i Western Hockey League (WHL).
Han draftades av Edmonton Oilers i första rundan i 1995 års draft som sjätte spelare totalt.
Kelly vann Stanley Cup med New Jersey Devils för säsongen 1999–2000.
Efter den aktiva spelarkarriären arbetar han som polis i Calgary, Alberta.

## Statistik
| 1991–1992  | Westbank Westsides     |            | 30  | 25  | 60  | 85  | 75  | —  | —  | —  | —  | —   |
| 1992–1993  | Prince Albert Raiders  | WHL        | 65  | 11  | 9   | 20  | 75  | —  | —  | —  | —  | —   |
| 1993–1994  | Prince Albert Raiders  | WHL        | 65  | 19  | 42  | 61  | 106 | —  | —  | —  | —  | —   |
| 1994–1995  | Prince Albert Raiders  | WHL        | 68  | 31  | 41  | 72  | 153 | 15 | 7  | 9  | 16 | 35  |
| 1995–1996  | Prince Albert Raiders  | WHL        | 70  | 27  | 74  | 101 | 203 | 18 | 13 | 18 | 31 | 47  |
| 1996–1997  | Edmonton Oilers        | NHL        | 8   | 1   | 0   | 1   | 6   | 6  | 0  | 0  | 0  | 2   |
|            | Hamilton Bulldogs      | AHL        | 48  | 9   | 29  | 38  | 111 | 11 | 3  | 3  | 6  | 24  |
| 1997–1998  | Edmonton Oilers        | NHL        | 19  | 0   | 2   | 2   | 8   | —  | —  | —  | —  | —   |
|            | Hamilton Bulldogs      | AHL        | 11  | 2   | 8   | 10  | 18  | —  | —  | —  | —  | —   |
|            | Tampa Bay Lightning    | NHL        | 24  | 2   | 1   | 3   | 15  | —  | —  | —  | —  | —   |
|            | Milwaukee Admirals     | IHL        | 5   | 0   | 1   | 1   | 19  | —  | —  | —  | —  | —   |
|            | Cleveland Lumberjacks  | IHL        | 5   | 1   | 1   | 2   | 29  | 1  | 0  | 1  | 1  | 0   |
| 1998–1999  | Tampa Bay Lightning    | NHL        | 34  | 1   | 3   | 4   | 27  | —  | —  | —  | —  | —   |
|            | Cleveland Lumberjacks  | IHL        | 18  | 6   | 7   | 13  | 36  | —  | —  | —  | —  | —   |
| 1999–2000  | New Jersey Devils      | NHL        | 1   | 0   | 0   | 0   | 0   | 10 | 0  | 0  | 0  | 4   |
|            | Detroit Vipers         | IHL        | 1   | 0   | 0   | 0   | 0   | —  | —  | —  | —  | —   |
|            | Albany River Rats      | AHL        | 76  | 21  | 36  | 57  | 131 | 3  | 1  | 1  | 2  | 2   |
| 2000–2001  | New Jersey Devils      | NHL        | 24  | 2   | 2   | 4   | 21  | —  | —  | —  | —  | —   |
|            | Los Angeles Kings      | NHL        | 11  | 1   | 0   | 1   | 4   | 8  | 0  | 0  | 0  | 2   |
| 2001–2002  | Los Angeles Kings      | NHL        | 8   | 0   | 1   | 1   | 2   | 1  | 0  | 0  | 0  | 0   |
|            | Manchester Monarchs    | AHL        | 49  | 10  | 21  | 31  | 88  | 5  | 1  | 8  | 9  | 4   |
| 2002–2003  | Los Angeles Kings      | NHL        | 15  | 2   | 3   | 5   | 0   | —  | —  | —  | —  | —   |
|            | Manchester Monarchs    | AHL        | 54  | 19  | 44  | 63  | 144 | 3  | 0  | 1  | 1  | 0   |
| 2003–2004  | Los Angeles Kings      | NHL        | 3   | 0   | 0   | 0   | 0   | —  | —  | —  | —  | —   |
|            | Manchester Monarchs    | AHL        | 59  | 21  | 49  | 70  | 117 | 1  | 0  | 0  | 0  | 2   |
| 2004–2005  | Adler Mannheim         | DEL        | 46  | 11  | 22  | 33  | 210 | 12 | 1  | 4  | 5  | 72  |
| 2005–2006  | Adler Mannheim         | DEL        | 19  | 4   | 17  | 21  | 44  | —  | —  | —  | —  | —   |
|            | Frankfurt Lions        | DEL        | 22  | 6   | 14  | 20  | 119 | —  | —  | —  | —  | —   |
| 2006–2007  | Frankfurt Lions        | DEL        | 47  | 9   | 29  | 38  | 209 | 8  | 2  | 8  | 10 | 30  |
| 2007–2008  | Minnesota Wild         | NHL        | 2   | 0   | 0   | 0   | 0   | —  | —  | —  | —  | —   |
|            | Houston Aeros          | AHL        | 48  | 10  | 18  | 28  | 81  | 3  | 0  | 0  | 0  | 6   |
| 2008–2009  | Syracuse Crunch        | AHL        | 45  | 10  | 12  | 22  | 74  | —  | —  | —  | —  | —   |
| 2009–2010  | HDD Olimpija Ljubljana | EBEL       | 2   | 1   | 2   | 3   | 2   | —  | —  | —  | —  | —   |
| NHL totalt | NHL totalt             | NHL totalt | 149 | 9   | 12  | 21  | 83  | 25 | 0  | 0  | 0  | 8   |
| DEL totalt | DEL totalt             | DEL totalt | 134 | 30  | 82  | 112 | 582 | 20 | 3  | 12 | 15 | 102 |
| AHL totalt | AHL totalt             | AHL totalt | 390 | 102 | 217 | 319 | 764 | 26 | 5  | 13 | 18 | 38  |
| IHL totalt | IHL totalt             | IHL totalt | 29  | 7   | 9   | 16  | 88  | 1  | 0  | 1  | 1  | 0   |
| WHL totalt | WHL totalt             | WHL totalt | 268 | 88  | 166 | 254 | 537 | 33 | 20 | 27 | 47 | 82  |